# USS Harwood (DD-861)
El USS Harwood (DD-861) fue un destructor estadounidense de clase Gearing que tras servir en la armada de su país de origen fue transferido a Turquía en 1971 donde se le renombró como Kocatepe, siendo hundido por fuego amigo durante la Operación Atila en 1974.
El buque de guerra fue nombrado en honor al comandante Bruce L. Harwood de la Armada de los Estados Unidos (1910-1944) muerto en acción durante la batalla del Golfo de Leyte.

## Historia

### Armada de los Estados Unidos
El Harwood fue botado por la Bethlehem Steel Corporation en San Pedro, California, el 29 de octubre de 1944 botado el 22 de mayo de 1945 amadrinado por Mrs. Bruce Lawrence Harwood, viuda del comandante Harwood y alistado el 28 de septiembre de 1945.
El Harwood alterno operaciones a lo largo de la costa este de los Estados Unidos y el Caribe con la segunda flota con despliegues en el Mediterráneo con la sexta flota.
Sufrió una extensa reforma bajo el programa FRAM (Fleet Rehabilitation and Modernization) en los astilleros de New York entre el 2 de mayo de 1961 y el 2 de febrero siguiente, para ser enviado posteriormente a la Guerra de Vietnam.
El Harwood fue dado de baja en el registro naval el 1 de febrero de 1971, y transferido a la armada turca el 17 de diciembre siguiente.

### Armada de Turquía
Tras ser transferido a Turquía, el buque de guerra fue renombrado como TCG Kocatepe. El destructor fue utilizado por la Armada de Turquía durante su intervención tras el Golpe de Estado en Chipre de 1974.
El 20 de julio de 1974, durante la Operación Atila, el LST griego Lesbos trasportaba un contingente del ELDYK hacia su país, cuando recibió la orden de desembarcarlo en Pafos donde colaboró con su artillería para lograr la rendición de un grupo de turcos rebeldes en el lugar. Al amanecer del día siguiente, un avión de patrulla turco reportó que un convoy de aproximadamente 8 a 11 barcos se estaba dirigiendo hacia Chipre sin confirmar bandera. Los destructores turcos Adatepe, Kocatepe y Fevzi Çakmak fueron enviados a interceptar el convoy.
A las 11:30 los destructores turcos reciben la orden de atacar todo buque griego en las aguas en conflicto. A las 15:00, un Lockheed F-104 Starfighter de la Fuerza Aérea Turca confundido por un supuesto convoy griego, atacó por error a los tres destructores turcos. El Kocatepe fue alcanzado, hundiéndose a las 16:15, Mueren 3 oficiales, 14 suboficiales y 37 marineros.